# Goodenia eremophila
Goodenia eremophila är en tvåhjärtbladig växtart som beskrevs av Ernst Georg Pritzel. Goodenia eremophila ingår i släktet Goodenia och familjen Goodeniaceae. Inga underarter finns listade i Catalogue of Life.